# World War II Victory Medal
De World War II Victory Medal (Nederlands: Overwinningsmedaille van de Tweede Wereldoorlog) werd in juli 1945, dus nog voor de capitulatie van Japan, door het Amerikaanse Congres bij wet ingesteld.
De medaille lijkt sterk op de Intergeallieerde Overwinningsmedaille uit de Eerste Wereldoorlog. Alle militairen en reservisten in Amerikaanse dienst tussen 7 december 1941 en 31 december 1946 en de militairen en reservisten van de Filipijnse strijdkrachten werden met deze medaille onderscheiden.
Amerika verklaarde pas op 31 december 1946, meer dan een jaar na de overwinning, de oorlog voor beëindigd. Militairen die in december 1946 dienst namen en militairen die slechts enkele dagen in dienst waren hadden evenveel recht op deze medaille als veteranen die werkelijk hadden gevochten. Het aantal verleende medailles loopt in de miljoenen.
In eerste instantie werd alleen een baton, de zogenaamde "Victory Ribbon" uitgereikt. Later werden de medailles geslagen waarop de godin Nikè met een gebroken zwaard en de helm van Mars onder haar voet staat afgebeeld. Op de keerzijde wordt de Four Freedoms-speech gememoreerd waarin president Roosevelt op 6 januari 1941 de vrijheid van meningsuiting en godsdienst en de bevrijding van armoede en vrees als de fundamentele mensenrechten benoemde.
De regenboog op de rand van het lint herinnert aan de Intergeallieerde medaille uit 1918 en het rood met de twee witte strepen herinnert aan bloedvergieten en hoop.
Het is een van de onderscheidingen van prins Bernhard der Nederlanden, zie ook de lijst van onderscheidingen van prins Bernhard der Nederlanden.

## Externe links

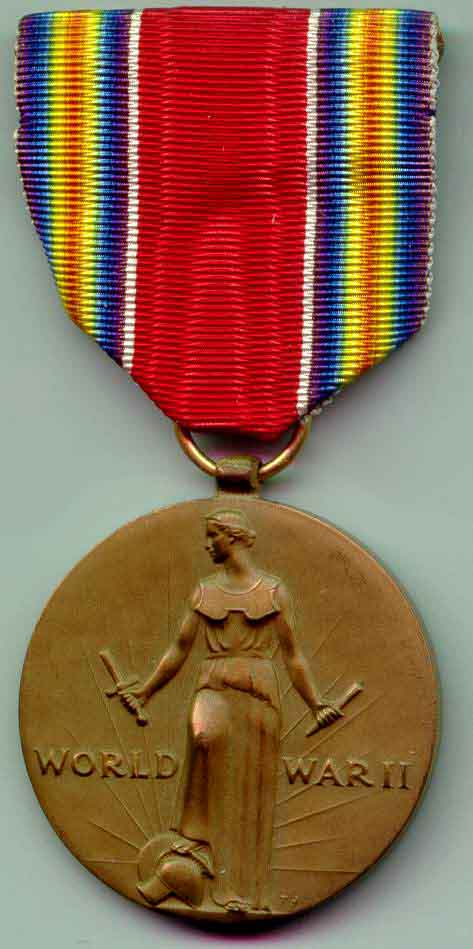
Voorzijde
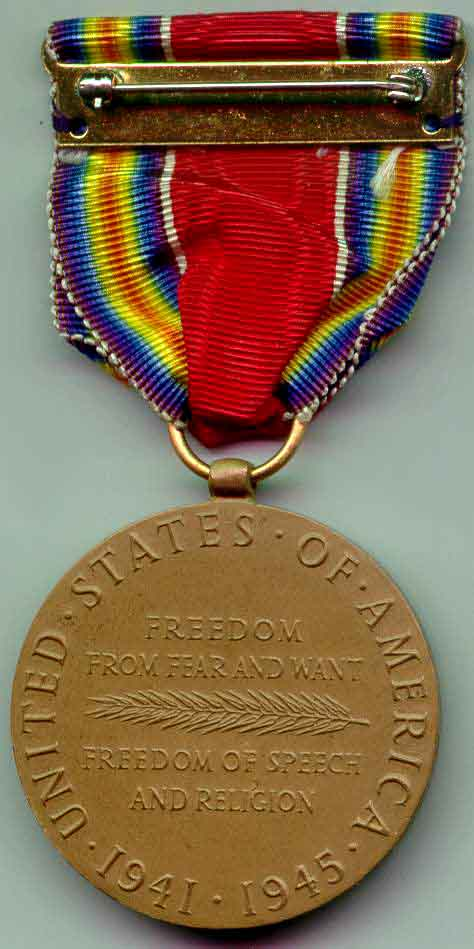
Achterzijde